# Vallnord - Pal Arinsal
Pal Arinsal es una estación de esquí de Andorra.
Pal Arinsal estuvo formado por dos sectores: el sector de Pal y el de Arinsal. Tuvo un total de 63 km de pistas entre las cotas de 1.550 m y los 2.560 m. Dispuso de 7 pistas verdes, 18 azules, 17 rojas, 5 negras y 5 de eslalon. La estación acogió cada año 3 Copas del Mundo: la ISMF Ski Mountaineering World Cup Comapedrosa Andorra, la Mercedes Benz UCI MTB World Cup y la Skyrace Comapedrosa. 
La estación además es de las pocas estaciones con actividad continua durante los 10 meses al año. Pal Arinsal en invierno es una estación de esquí pero en verano se convierte en un Bike Park considerado el cuarto mejor bike park del mundo.

### Invierno en Pal Arinsal
Pal Arinsal ofrece durante la temporada de invierno un total de 63 km de pistas entre las cotas 1.550 m y 2.560 m. A partir de la temporada 24/25 Pal Arinsal va abrir también parte del Bike Park durante el Invierno. 

### Verano en Pal Arinsal
La estación se convierte en verano en un Bike Park. Cambian todas las pisas en circuits de bike park y ofrecen más de 40 km. 

## Historia
Pal Arinsal es una estación de esquí de Andorra.
En Arinsal, el primer remonte que se instaló fue en 1973 con la instalación de Josep Serra. Sobre el pueblo, en el bosque de Pal, fue inaugurada en 1982 la estación de esquí de Pal, actualmente agrupada con la de Arinsal formando el dominio esquiable Pal Arinsal. En 2001 se enlazó el sector de Arinsal con el de Pal mediante un teleférico.
En la temporada 2004/2005, se produjo la unión comercial de las estaciones de Pal-Arinsal y Ordino-Arcalís, fundando así Vallnord. En junio de 2020, Vallnord anunció que mantendrá la continuidad de la marca hasta el año 2022 y ofrecerá únicamente en conjunto el forfait "Valls del Nord" durante este tiempo. Desde 2023 las estaciones de esquí, Pal Arinsal y Ordino Arcalís, actúan independientemente. 

## Remontes mecánicos

Pal Arinsal Ficha de estación de esquí

Pal Arinsal dispone de un gran número de remontes ubicados en distintos puntos de la estación. 
La estación ofrece dos accesos: 
- Telecabina de la Massana:  da acceso directo al sector Pal
- Telecabina de Arinsal: da acceso directo al sector Arinsal
- Teleférico Arinsal - Pal: ambos sectores no están todavía conectados físicamente pero el cliente puede cambiar de sector utilizando el teleférico. Este tiene un punto de llegada y salida en el sector del Coll de la Botella en Pal, y otro punto de llegada y salida en el Port Negre, en Arinsal.
- 3 telesillas desembragables de 6 plazas
- 2 telesillas desembragables de 4 plazas
- 5 telesillas fijos de 4 plazas
- 2 telesillas fijos de 2 plazas
- 8 teleesquís
- 6 cintas transportadoras (3 cubiertas)

## Bike Park
Tras acabar la temporada de invierno, la estación se prepara para abrir el Bike Park, un gran atractivo para pasar un verano de aventura y diversión. La estación pone a disposición más de 40 km de circuitos distribuidos en un total de 29 circuitos de diferentes niveles:
- 21 circuitos de descenso
- 2 d’enduro
- 4 de cross- country
- 1 de four-cross
- 1 de e-bike.
- Zona de prácticas
- Kids Bike Park
- 1 Pump Track

## Esquí de montaña

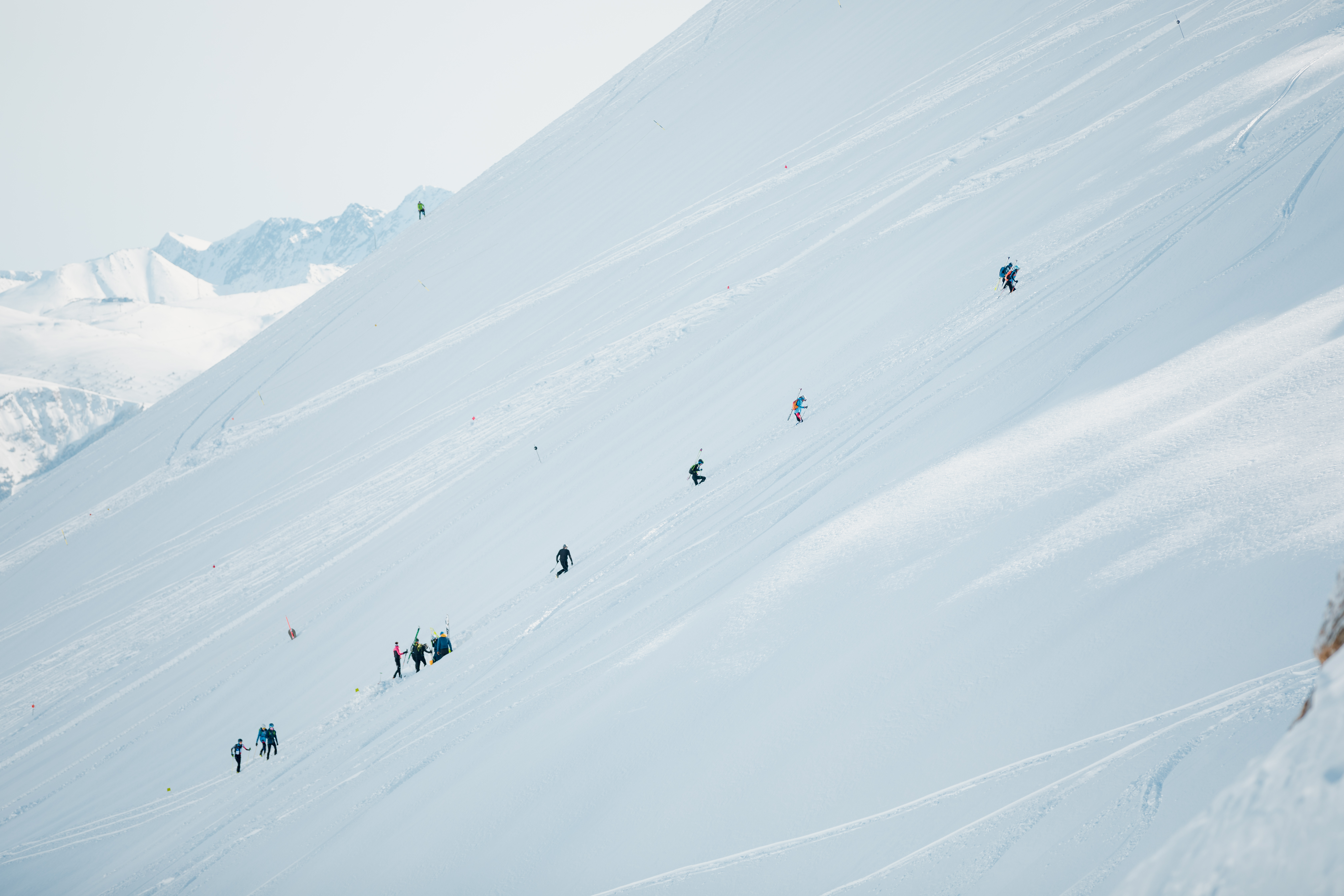
Esquí de montaña en pal arinsal

La estación de esquí ofrece hasta 19 km de pistas adaptadas para la práctica de Esquí de Montaña. En total, disponen 7 pistas de diferente desnivel: 
- Verdet
- Beç
- Pla de la Cot
- Serra
- Coll de la Botella
- Seturia
- Port Negre

Dentro de su estrategia Pal Arinsal tiene muy en cuenta esta modalidad debido a su auge en los últimos años. Por ello, cada año realiza inversiones de mejoras para dicha práctica.

## Servicios y actividades
Además del esquí alpino, esquí de montaña y otras modalidades aptas para practicar esquí en Pal Arinsal, la estación ofrece una gran cantidad de actividades alternativas para disfrutar de la nieve. Tanto en invierno como en verano, pone a disposición de los clientes distintas actividades pensadas para niños y adultos. 
Las más destacadas son el parque de cuerdas, el snowtrike, los buggies con chinilla, la tirolina Big Zip, entre otras actividades. 
Además, Pal Arinsal ofrece un total de 13 puntos de restauración propios ubicados en distintos lugares con ofertas gastronómicas variadas y adaptadas a los clientes. 

## Una estación de Copas del Mundo

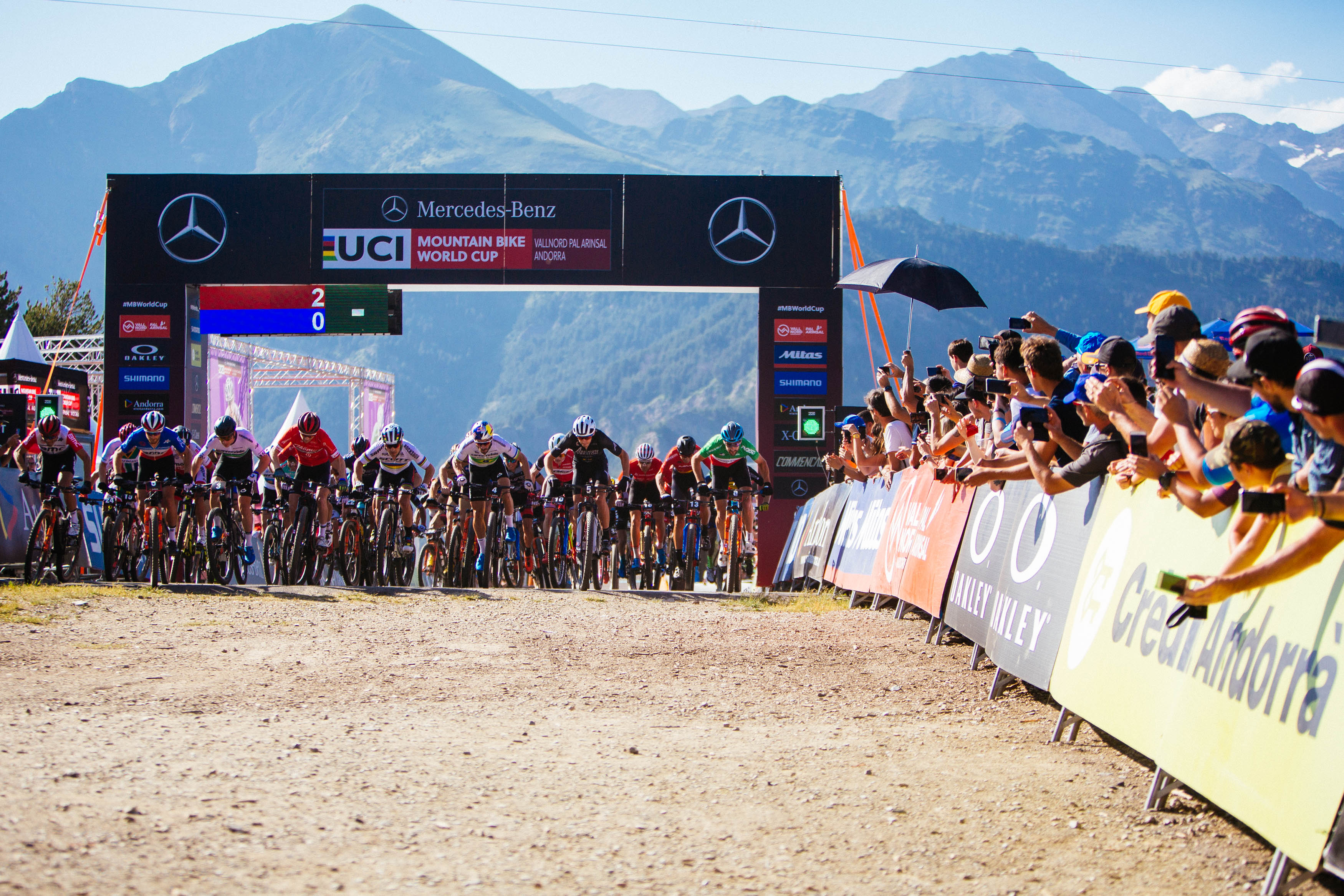
Salida Short Track Copa del Mundo de BTT 2019

Pal Arinsal se define como una estación de Copa del Mundo. Una de las únicas estaciones de Europa de esquí y Bike Park en organizar 3 copas del Mundo durante todo el año.
En enero, recibe la tradicional ISMF Ski Mountaineering World Cup Comapedrosa Andorra. En verano, acoge uno de los eventos más importante del país como es la Mercedes Benz UCI MTB World Cup y finalmente, cierra la temporada de Copas del Mundo con la Skyrace Comapedrosa. 